# 朗克謝爾山

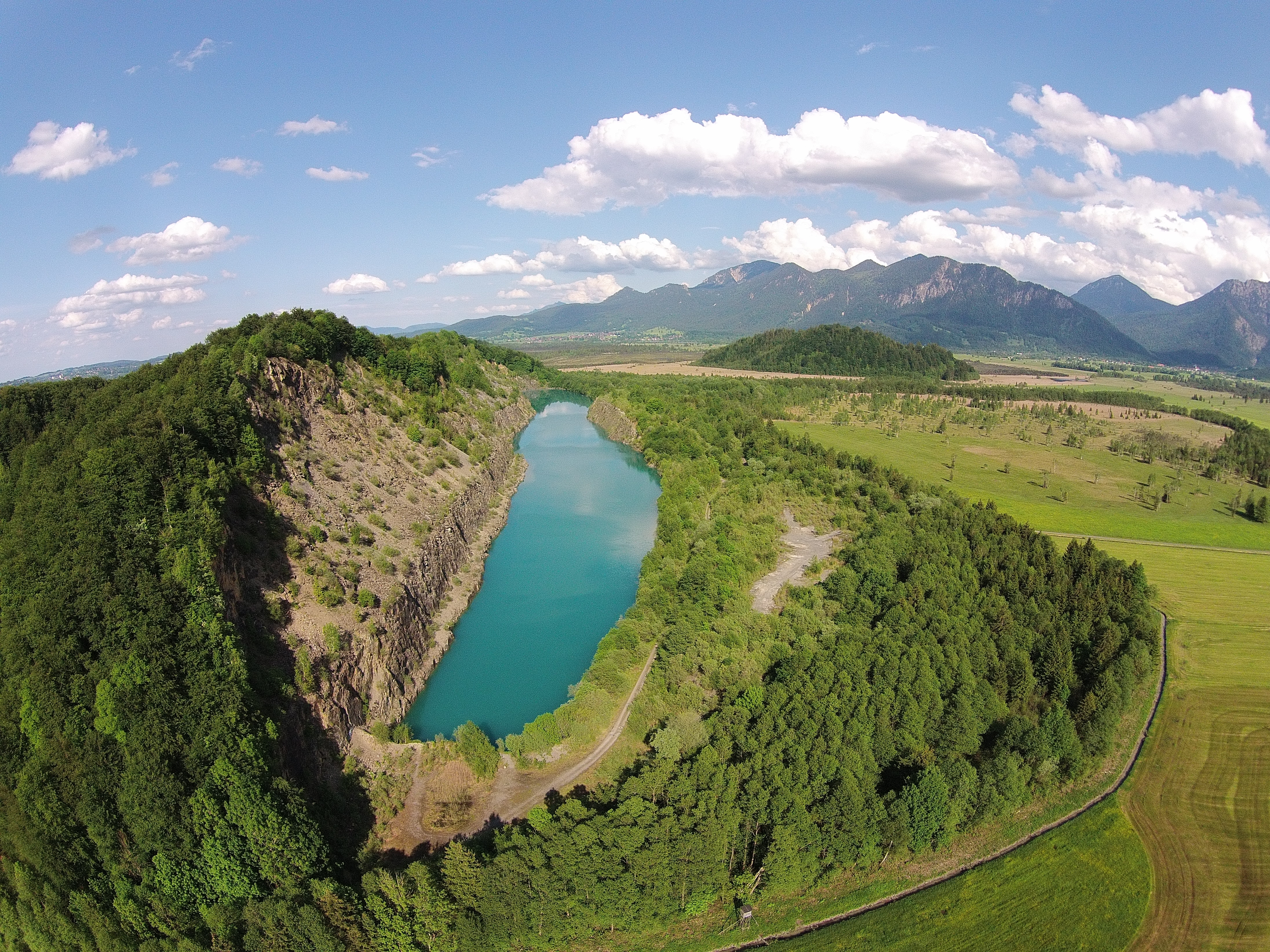

47°37′56″N 11°09′14″E / 47.63225°N 11.15389°E
朗克謝爾山（德語：Langer Köchel），是德國的山峰，位於該國東南部，由巴伐利亞州負責管轄，屬於巴伐利亞前阿爾卑斯山脈的一部分，距離奧法克山1.4公里，海拔高度710米。